# Lake Grove
Lake Grove és una població dels Estats Units a l'estat de Nova York. Segons el cens del 2000 tenia 10.250 habitants.

## Demografia
Segons el cens del 2000, Lake Grove tenia 10.250 habitants, 3.419 habitatges, i 2.742 famílies. La densitat de població era de 1.328 habitants/km².
Dels 3.419 habitatges en un 38,7% hi vivien nens de menys de 18 anys, en un 66,8% hi vivien parelles casades, en un 9,5% dones solteres, i en un 19,8% no eren unitats familiars. En el 14,4% dels habitatges hi vivien persones soles el 4,9% de les quals corresponia a persones de 65 anys o més que vivien soles. El nombre mitjà de persones vivint en cada habitatge era de 2,98 i el nombre mitjà de persones que vivien en cada família era de 3,31.
Per edats la població es repartia de la següent manera: un 26,3% tenia menys de 18 anys, un 7,3% entre 18 i 24, un 34,7% entre 25 i 44, un 22,7% de 45 a 60 i un 9% 65 anys o més.
L'edat mediana era de 35 anys. Per cada 100 dones de 18 o més anys hi havia 94,3 homes.
La renda mediana per habitatge era de 67.174 $ i la renda mediana per família de 73.065 $. Els homes tenien una renda mediana de 53.113 $ mentre que les dones 33.253 $. La renda per capita de la població era de 26.321 $. Entorn del 2,5% de les famílies i el 5,1% de la població estaven per davall del llindar de pobresa.